# Анна Сенюк
Анна Сенюк (пол. Anna Seniuk нар. 17 листопада 1942, Станіслав, СРСР) — польська акторка театру, кіно, радіо, телебачення та озвучування.

## Біографія
Анна Сенюк народилася 17 листопада 1942 року у Станіславі. Дебютувала в театрі в 1964. Акторську освіту здобула в Державній вищій театральній школі у Кракові, яку закінчила в 1964 році. Акторка театрів у Кракові і Варшаві. Виступає в спектаклях «театру телебачення» з 1966 року.

## Вибрана фільмографія

### Акторка
- 1963 — Вихідні / Weekendy — Магда
- 1963 — Поважні гріхи / Zacne grzechy — дівчина з села
- 1965 — Ленін в Польщі / Lenin w Polsce — дівчина
- 1965 — Нелюба / Niekochana — офіціантка
- 1968 — Лялька / Lalka — повія Магдаленка
- 1968 — Ставка більша за життя / Stawka większa niż życie (тільки в серії 12) — Ельза Шнідтке, зв'язкова
- 1970 — Романтики / Romantyczni — служниця
- 1971 — Кардіограма / Kardiogram — Тереса Войцеховська
- 1973 — Чорні хмари / Czarne chmury (телесеріал) — Магда
- 1974 — Потоп / Potop — Мариня Гаштовтувна-Пацунелька
- 1974 — Скільки того життя / Ile jest życia (телесеріал) — Данеля
- 1974–1977 — Сорокарічний / 40-latek (телесеріал) — Магда
- 1975 — Моя війна, моя любов / Moja wojna, moja miłość — знайома батька Марека
- 1976 — Я — метелик, або Роман сорокарічного / Motylem jestem, czyli romans 40-latka — Магда
- 1978 — Зворотний квиток / Bilet powrotny
- 1979 — Батько королеви / Ojciec królowej — королева Марія Казимира
- 1979 — Панянки з Вілько / Panny z Wilka — Юльця
- 1980 — Точки дотику / Czułe miejsca — барменша
- 1980 — Нічний метелик / Ćma — Магда
- 1981 — Коноплянка / Konopielka — Хандзя, дружина Казюка
- 1983 — Соболь і панна / Soból i panna — Марцеля
- 1990 — Європа, Європа / Europa Europa — Розмарі
- 1991 — Шведи у Варшаві / Szwedzi w Warszawie — Хіполітова
- 1992 — Винність невинного або коли краще спати / Coupable d'innocence ou Quand la raison dort
- 2006 — Хлопчик на коні, що скаче / Chłopiec na galopującym koniu — медсестра Бася

### Дубляж польською
- Американська казка 2: Фейвел їде на Захід, Гномео та Джульєтта, Бджілка Майя, Старі буркотуни розлютувалися, Феї: Загублений скарб, Хроніки Нарнії: Лев, чаклунка та чарівна шафа.

## Нагороди
- 1977 — Золотий Хрест Заслуги.
- 1986 — Нагорода «Комітету у справах радіо і телебачення» за радіо- і телевізійну творчість.
- 1988 — Кавалерський хрест Ордену Відродження Польщі.
- 1989 — Заслужений діяч культури Польщі.
- 1997 — «Wielki Splendor» — приз «Польського радіо» кращому акторові радіопостановок.
- 2002 — Офіцерський хрест Ордену Відродження Польщі.
- 2011 — Командорський хрест Ордену Відродження Польщі.
- 2011 — Золота Медаль «За заслуги в культурі Gloria Artis».